# Ron Hornaday, Sr.
Ronald Lee Hornaday (San Fernando (California), 13 de enero de 1931 — 21 de diciembre de 2008) fue un piloto de carreras de NASCAR estadounidense. Fue el padre del campeón Ron Hornaday Jr. y abuelo de Ronnie Hornaday. Participó en 17 carrera de la Monster Energy Cup Series entre 1955 y 1973, principalmente en la Costa Oeste.

## Carrera
Comenzó en la Saugus Speedway y posteriormente en la Ascot Park, con Galpin Motors Ford. Su ocupación semanal era trabajar como gerente de repuestos y servicios para Galpin Motors, y recibió el patrocinio de su empleador a lo largo de su carrera. Hornaday hizo su primera aparición en el Grand National de NASCAR en 1955 en el Arizona State Fairgrounds y en la Pacific Coast Late Model series (ahora NASCAR Camping World West Series) en 1956. Comenzó a ganar carreras pocos años después y acabó segundo en 1962 por detrás de Eddie Gray.
En 1963 y 1964, ganó el campeonato con 13 victorias.